# 双河街道 (赫章县)
双河街道是中华人民共和国贵州省毕节市赫章县下辖的一个街道办事处。
2017年11月9日，贵州省人民政府批复同意撤销城关镇，设置双河街道，双河街道辖原城关镇行政区域，街道办事处驻狮子社区（原城关镇人民政府驻地）。
2019年8月8日，原双河街道的金田社区、银田社区、小山社区、黄泥社区、下街社区、卸旗社区、水坡村、硐上村划归汉阳街道管辖。原双河街道的青山社区划归白果街道管辖。

## 行政区划
双河街道下辖以下村级行政区划单位：
前河社区、后河社区、龙泉社区、上街村、下街村、狮子村、后河村、南门村、小山村、卸旗村、水坡村、青山村、硐上村、黄泥村、河边村、新桥村、田坝村、大桥村和河口村。
2019年8月8日行政区划调整后，双河街道辖南门社区、上街社区、河团社区、狮子社区、后河社区、龙泉社区、前河社区、新桥村、田坝村、大桥村、河口村、河边村。